# ماتشا
المتشة (باليابانيَّة:抹茶، نقحرة: ماتشا وتعني حرفياً «مسحوق الشاي»)هو شاي أخضر مسحوق بشكلٍ دقيق، ويُعدّ من أجود أنواع الشّاي الياباني وأكثرها شيوعًا في اليابان، يستخدم خصوصًا في طقوس الشاي اليابانية (السادو) مع بعض الحلويات مثل الموتشي. وفي العُصور الحديثة صار يُستخدم مسحوق المتشة من أجل إضافة النّكهة، أو الصّبغة لبعض المأكولات مثل: شعريَّة سوفا، وبوظة الشّاي الأخضر، وأنواع مختلفة من الواغاشي (نوع من الحلويات اليابانيّة). تُسمّى خلطات المتشة بأسماء شاعريَّة تُدعى باللّغة اليابانيَّة «تشامي» (بحروف الكانجي: 茶銘 أو بالصّورة الإضافيَّة: 茶名) ومعناها: «أسماء الشّاي»، ويختار الاسم عادةً زارع الشّاي، أو البائع، أو من أعدّ خليط الشّاي، وقد يختار الاسم خبيرٌ من المشهورين في تقاليد إعداد طقوس الشّاي، وعندما يُطلِق أحد هؤلاء الخبراء اسمًا على خليط هذا الشّاي ينشأ عن ذلك نوع فريد من الشّاي يُنسَب إليه، ويُسمّى ذلك باليابانيَّة «كونومي»، أي: الخلطة المفضَّلة.

## التاريخ

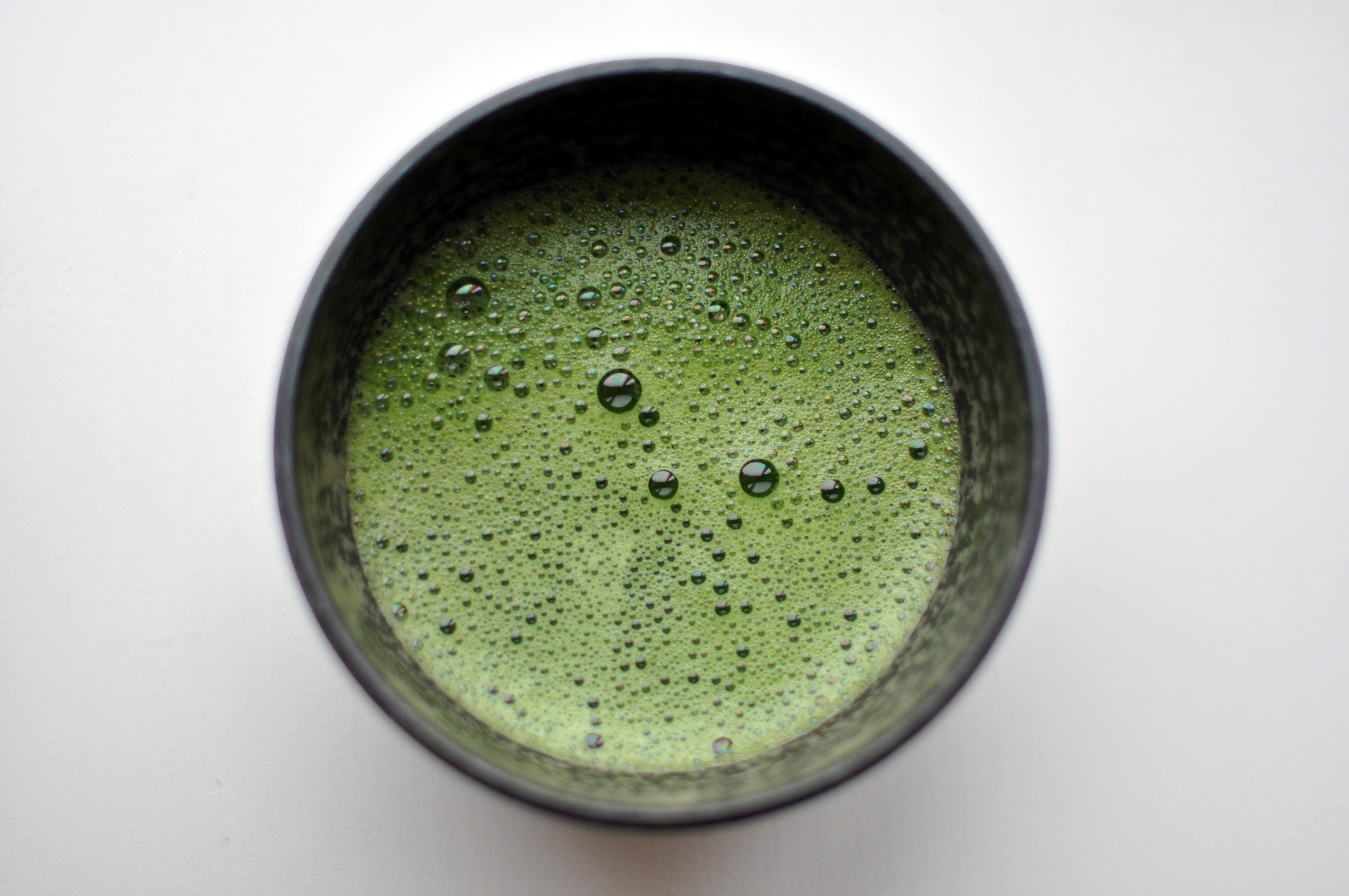
قدح متشة

جرت العادة في عهد سُلالة تانغ الصّينيّة (618-907 م) تبخير أوراق الشّاي، ورزمها في ربطات شاي إمّا من أجل التّخزين، أو التّجارة. كان يتمّ إعداد الشّاي بتحميصه، وسحق أوراقه حتّى تغدو مسحوقًا ناعمًا يوضع في الماء المغلي. راجت طريقة إعداد مشروب الشّاي من مسحوق أوراق الشّاي المبخرة، والمجفّفة في عهد سلالة سونغ (960-1279 م). أرسى رُهبان الزنّ البوذيون تقاليد طقوس إعداد الشّاي، ومن أقدم تعاليم الرهبان البوذيين ما يُعرف باسم «قوانين طهارة رهبان تشان» (بالصينيَّة: تشانيان قينغوي 禪苑清規) الّتي يعود تاريخها إلى عام 1103 م وهي تصف بالتّفصيل القواعد السّلوكيَّة لطقوس تناول الشّاي.

## التصنيع
تصنع المتشة من أوراق الشاي المزروعة في الظل والتي تُستخدم أيضًا في صنع جيوكورو. يبدأ تحضير المتشة قبل الحصاد بعدة أسابيع وقد يستمر حتى 20 يومًا، حيث تُغطى شجيرات الشاي لمنع أشعة الشمس المباشرة،[بحاجة لمصدر أفضل] ما يؤدي إلى إبطاء النمو، وتحفيز زيادة مستويات الكلوروفيل، وجعل الأوراق ذات لون أخضر غامق، ويسبب إنتاج الأحماض الأمينية، وخاصة الثيانين. تُنتقى أفضل براعم الشاي يدويًا.
بعد الحصاد، إذا لُفت الأوراق قبل التجفيف كما هو الحال في إنتاج سنشا (وهو نوع من الشاي الأخضر الياباني)، فإن النتيجة ستكون شاي جيوكورو (ندى اليشم). وإذا وُضعت الأوراق بوضع مسطح حتى تجف، فسوف تتفتت إلى حد ما وتصبح معروفة باسم تينشا (碾 茶). بعد ذلك، يُزال نصل تينشا وطحنها بالحجر إلى مسحوق ناعم أخضر فاتح، يشبه تلك المعروفة باسم متشة.
يعد طحن الأوراق عملية بطيئة لأن أحجار الطاحونة يجب ألا تسخن أكثر من اللازم، حتى لا تتغير رائحة الأوراق. وقد يحتاج طحن 30 غراماً من المتشة إلى ساعة كاملة.
نكهة المتشة تهيمن عليها الأحماض الأمينية. وأعلى درجات شاي المتشة لها حلاوة أكثر كثافة ونكهة أعمق من درجات الشاي القياسية أو الخشنة التي تُحصد في وقت لاحق من العام.[بحاجة لمصدر أفضل]

## تينشا

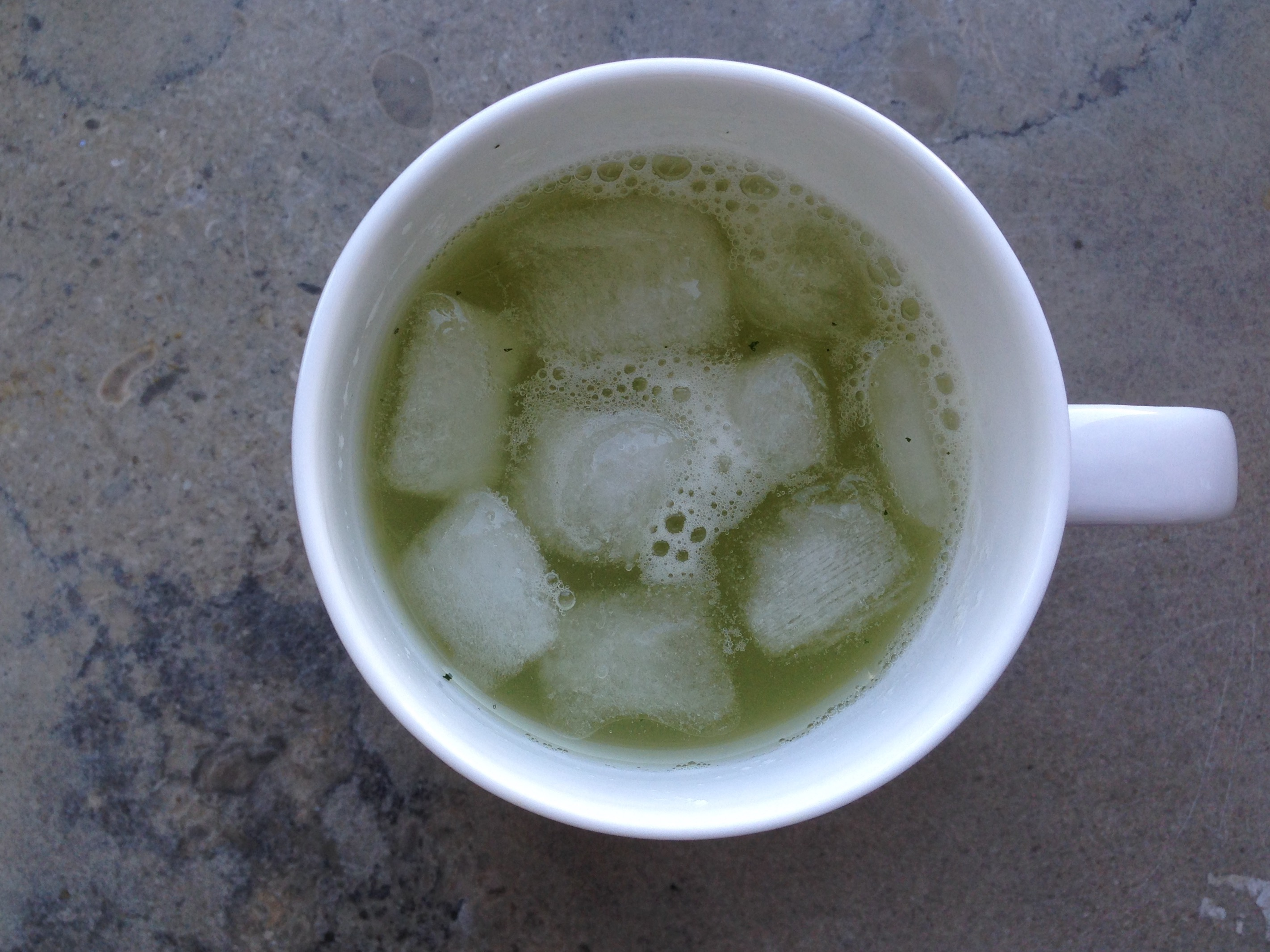
شاي تينشا مثلج

تشير كلمة تينشا إلى أوراق الشاي الأخضر التي لم تُطحن بعد لتتحول إلى مسحوق ناعم مثل متشة، حيث تُترك الأوراق لتجف بدلاً من عجنها. نظرًا لأن جدران خلايا الأوراق لا تزال سليمة، فإن تخمير شاي تينشا ينتج عنه شراب أخضر شاحب، له طعم أكثر نعومة مقارنة بمستخلصات الشاي الأخضر الأخرى، ويمكن فقط لأعلى درجة من أوراق تينشا أن تتخمر إلى أقصى نكهة. تزن أوراق التينشا نصف وزن أوراق الشاي الأخرى مثل جيوكورو وسينشا، لذلك يتطلب تخمير تينشا ضعف عدد الأوراق.
إن طحن 40 إلى 70 غراماً من أوراق التينشا إلى شاي المتشة يحتاج إلى ساعة كاملة، ولا تحتفظ المتشة بنضارتها طالما أن مسحوق التينشا في شكل مسحوق لأن المسحوق يبدأ في التأكسد. وفي تقاليد حفل الشاي الياباني يعتبر شرب وتخمير التينشا محظوراً.

## الدرجات
شهدت الاعتبارات التجارية، وخاصة خارج اليابان، تسويق المتشة تسويقًا متزايدًا وفقًا «للدرجات»، مما يشير إلى الجودة.
من بين المصطلحات التالية، فإن «الدرجة الاحتفالية» غير معترف بها في اليابان؛ أما «درجة الغذاء» أو «درجة الطهي» فهي بالتأكيد معترف بها.
•	الدرجة الاحتفالية تشير إلى نوعية الشاي المخصصة للاستخدام في احتفالات الشاي والمعابد البوذية. غالبًا ما تُطحن لتصير مسحوقًا بواسطة طواحين أحجار الجرانيت، وهي باهظة الثمن (نحو 100-140 دولارًا أمريكيًا لكل 100 جرام).
من غير المرجح أن يلاحظ الشارب غير المُدَرَّب فرقًا كبيرًا بين الدرجات الاحتفالية والدرجات الممتازة. إذ لا توجد مجموعة مميزة من خصائص النكهة تحدد أعلى درجة من المتشة؛ فبعض المتشة حلوة، وبعضها يمكن أن يكون مُرًا نسبيًا مع خصائص أخرى مكافِئة؛ تعتبر المجموعة الكاملة من الخصائص الجمالية مثل النكهة واللون والقوام مهمة في تصنيف المتشة. ويجب أن تكون جميعها بالضرورة ذات جودة يمكن أن تدعم صنع الكويتشا (濃茶)، فالشاي الكثيف مع نسبة عالية من المسحوق إلى الماء، هو شكل الشاي الذي يعرف به حفل الشاي التقليدي.
•	الدرجة الممتازة تشير إلى شاي متشة أخضر عالي الجودة يحتوي على أوراق صغيرة تؤخذ من أعلى نبتة الشاي. يتراوح السعر بين 50 إلى 80 دولاراً أمريكياً لكل 100 غرام. وهو الأفضل للاستهلاك اليومي، ويتميز بعدة خصائص أبرزها النكهة الطازجة الخفيفة، وهو مثالي لشاربي المتشة الجُدد والدائميين على حد سواء.
•	درجة الطهي/ المطبوخ وهي الدرجة الأرخص بين باقي الأنواع (15-40 دولاراً لكل 100 غرام) ويكون مناسباً لأغراض الطهو والعصائر وغيرها. وهو مُرٌّ قليلاً لعدة أسباب أهمها استخدام أوراق أُخِذَت من أسفل نبتة الشاي، أو عوامل التربة والمناخ، ووقت الحصاد وكذلك طريقة التحضير.
عمومًا يعتبر شاي المتشة غالي الثمن مقارنة بباقي أنواع الشاي الأخضر، على الرغم من أن سعره يعتمد على جودته. فالدرجات العالية تكون الأغلى بسبب طرق تحضيره والأوراق الصغيرة المستخدمة فيه. اذ تتميز بالنكهة الرقيقة الشهية، وهو أكثر ملائمة للاستمتاع بتناول الشاي.

ومثل باقي أنواع الشاي الأخضر فإن جميع درجات المتشة لها فوائد صحية كامنة ومخاطر مرتبطة بنبتة كاميليا سينينسيس (لايزال الدليل السريري البشري محدوداً)، بينما يتباين المحتوى الغذائي اعتماداً على المناخ والموسم وممارسات البستنة وتنوع النبات وطرق التصنيع وعمر الورقة وموقعها عند قطفها في موسم الحصاد. يعتمد تركيز مادة الكاتيشين المرتفع على عمر الورقة (فبرعم الورقة والورقة الولى يكون غنياً بمركب EGCG) ولكن مستويات الكاتيشين تختلف اختلافًا كبيرًا حسب أنواع النبات وفيما إذا كان مزروعاً في الظل.

تمت دراسة المُرَكَّبَات الكيميائية لمختلف درجات شاي المتشة، وأظهرت النتائج ان محتوى الكافيين والأحماض الأمينية الحرة والثيانين وفيتامين سي قد انخفضت مع انخفاض سعر المتشة.
دراسة أخرى فحصت المكونات الكيميائية للتينشا (التي تُحضّر منها التينشا) وأظهرت أن الدرجات العالية لهذا الشاي تحتوي على كميات أكبر من الأحماض الأمينية الكلية، الثيانين، وباقي الأحماض الأمينية المفردة. من ناحية أخرى فإن الشاي ذو الدرجات العالية إحتوى على كميات أقل من إجمالي الكاتيشين مقارنة بانواع الشاي الأقل درجة (محتوى مركبات (EGC) و (EC) كان أعلى في أنواع الشاي الأقل درجة، في حين لم يظهر لمحتوى مركبات (EGCG) و (ECG) أي علاقة بدرجة الشاي)، مع الاستنتاج بأن نسبة EGCG/EGC تعكس جودة المتشة أكثر فعالية من محتوى EGC أو إجمالي محتويات الكاتيشين. أما العلاقة بين درجة الشاي والكافيين فقد بدت منخفضة، ومحتويات الكلوروفيل كانت أكبر في درجات الشاي العالية مع استثناءات قليلة، ويرجع ذلك على الأرجح إلى التظليل المستخدم في زراعة شاي التينشا عالي الجودة.
الدراسة فحصت أيضاً المكونات الكيميائية للدرجة الاحتفالية للمتشة، والدرجة الصناعية للمتشة (في إشارة إلى مسحوق الشاي المستخدم في صناعة الأغذية والطبخ، وتصنيف متشة) والعينات الأخرى لمسحوق الشاي الأخضر (مثل سينشا وجيوكورو).
 كانت أسعار متشة الصناعية أكثر من 600 ين لكل 100 غرام، وأسعار المتشة من الدرجة الاحتفالية أكثر من 3000 ين لكل 100 غرام. من جهة أخرى فإان أسعار مسحوق الشاي الأخضر كانت اقل من 600 ين لكل 100 غرام. تراوحت الأسعار بين 8,100 ين/100 غرام (الدرجة الاحتفالية) إلى 170 ين/100 غرام (مسحوق السينشا).

تميزت عينات المتشة في احتفالات الشاي بمحتويات عالية من الثيانين (أعلى من 1,8غرام/100غرام)، ونسب عالية من EGCG / EGC (أعلى من 3,2 غرام/100غرام). أما بالنسبة لعينات المتشة من الدرجة الصناعية ومسحوق الشاي الأخضر كانت محتويات الثيانين ونسبة EGCG / EGC أقل من 1,7غرام/100غرام وأقل من 3,3غرام/100غرام على التوالي.
وكانت محتويات الكلووفيل في متشة احتفالات الشاي أكبر من 250 ملغرام/100غرام، وفي معظم العينات الأخرى أقل من 260 ملغرام/100غرام. على الرغم من عدم وجود فرق بين محتويات الثيانين ونسب EGCG/EGC للمتشة من الدرجة الصناعية ومسحوق الشاي الأخضر، لكن محتويات الكلوروفيل في المتشة من الدرجة الصناعية تميل إلى أن تكون أعلى من تلك الموجودة في مسحوق الشاي الأخضر.

## الموقع على شجيرة الشاي
لتحضير المتشة من المهم اختيار الأوراق المناسبة من شجيرة الشاي، لأنه أمر حيوي بالنسبة لتحديد نواع المتشة المختلفة. فالأوراق الصغيرة النامية أعلى شجيرة الشاي والتي تكون ناعمة وطريّة، تستخدم لدرجات المتشة العالية، لأنها المسؤولة عن منحه النكهة الرقيقة الفاخرة. بالنسبة للدرجات الأدنى، تستخدم الأوراق الأكبر والأكثر نمواً مايمنح الشاي قواماً رملياً، ونكهة مُرَّةً قليلاً.

## المعالجة قبل التصنيع
تقليدياً، تُجفف أوراق السِّنشة خارجاً تحت الظل وعدم تعريضها لأشعة الشمس المباشرة، ومع ذلك فإن معظم حالات التجفيف اليوم تجري في الداخل. هذه المعالجة تضفي على نوعية المتشة لوناً أخضر حيوياً.

## الطحن بالحجر
من دون استخدام المعدات الصحيحة فإن المتشة يمكن أن تصبح محترقة ورديئة الجودة. في اليابان عادة ما يجري الطحن بحجر حتى تتحول الأوراق إلى مسحوق ناعم من خلال استخدام طواحين من حجر الغرانيت مُعَدَّة خصيصاً لذلك.

## الأكسدة
الأكسدة هي عامل آخر لتحديد الدرجة، فالمتشة المعرضة للأوكسجين قد تصبح رديئة، لأن المتشة المؤكسدة تكون برائحة تشبه القش ولون بني مائل للإخضرار.

## التحضير التقليدي

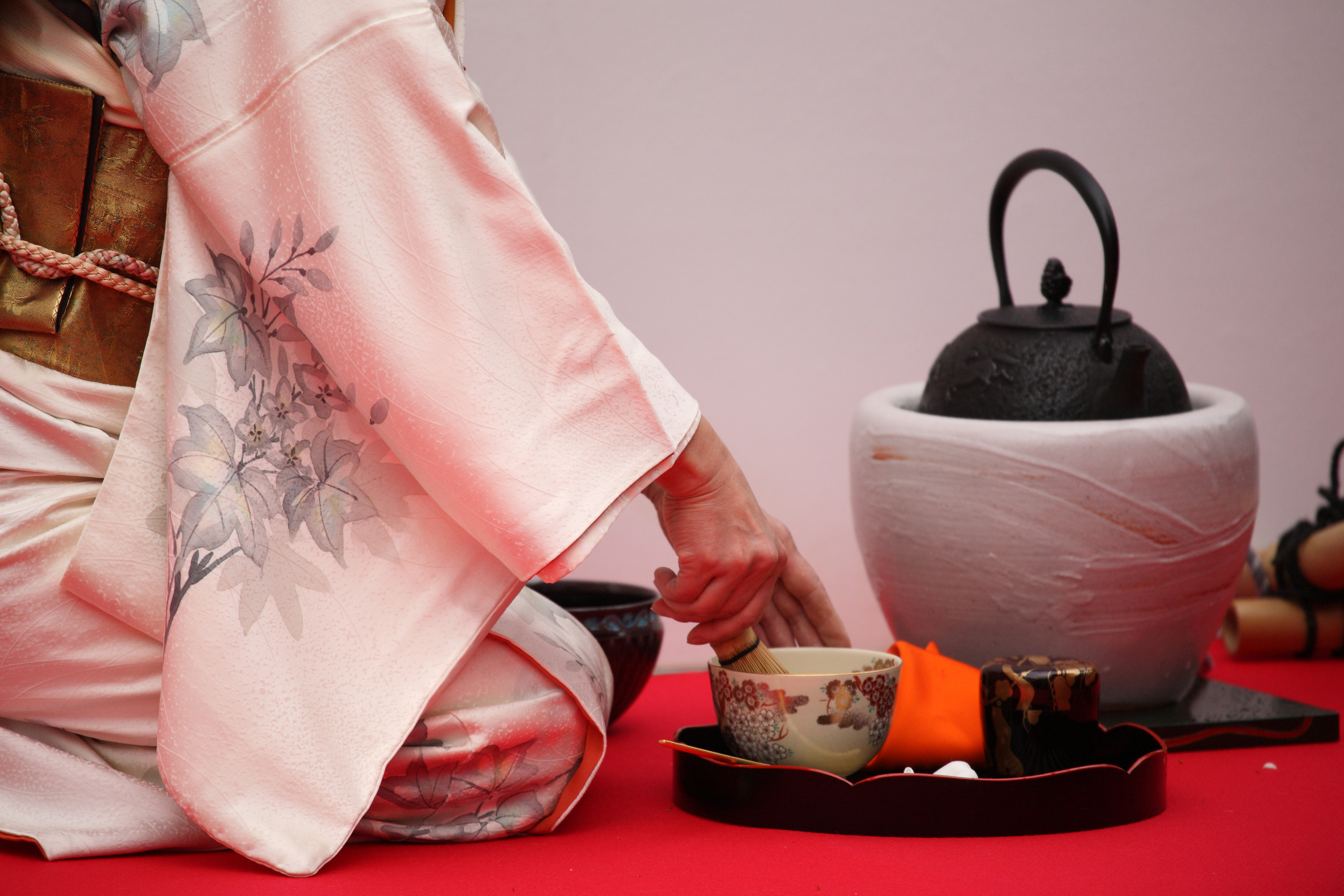
مضيفة يايابنية تحضر المتشة خلال حفلة شاي ياباني

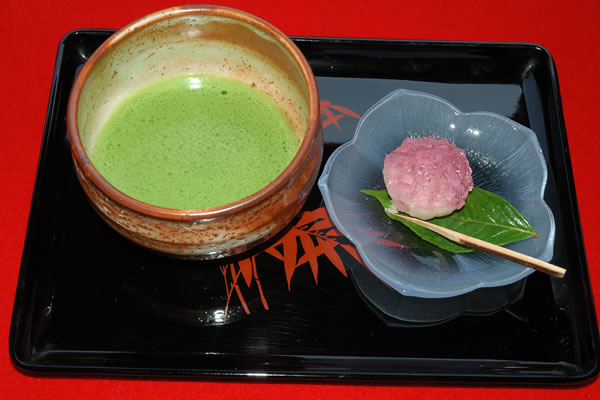
إناء من شاي المتشة المخفف مع حلويات تقليدية.

يحضر شاي المتشة بطريقتين الرقيقة (أوسوتشا، 薄茶) والأقل شيوعاً وهي الكثيفة (كويتشا، 濃茶).
قبل الاستخدام، غالباً ما تُخضع المتشة للغربلة بواسطة الغربال لتفتيت الكتل. حيث توجد غرابيل خاصة لهذا الغرض والتي تكون عادة من الفولاذ المقاوم للصدأ وتجمع بين غربال شبكي رفيع ووعاء تخزين وقتي. وتستخدم ملعقة خشبية خاصة لوضع الشاي في الغربال، أو يمكن وضع حجر صغير أملس أعلى الغربال والهز برفق.
إذا قُدمت المتشة المنخولة في حفلة شاي ياباني، فأنه سيوضع في علبة شاي صغيرة تعرف بـ «تشاكي». بخلاف ذلك يمكن ان يُغرف من الغربال إلى وعاء «تشاوان».
يوضع نحو 2-4 غرام من المتشة في الوعاء، تقليدياً تستخدم مغرفة من الخيزران تسمى «تشاشاكو»، بعدها يضاف نحو 60-80 مليلتر من الماء الساخن.
في الوقت الذي تُحضّر فيه باقي أنواع الشاي الياباني الفاخرة مثل «جيوكورو» باستخدام الماء المبرّد عند درجة حرارة منخفضة تصل إلى 40 درجة مئوية، فإن من الشائع في اليابان تحضير المتشة بالماء أقل من نقطة الغليان، على الرغم من أن درجات حرارة منخفضة تتراوح بين 70- 85 درجة مئوية أو 158- 185 درجة فهرنهايت مقبولة قبولًا مماثلًا.

يخفق مزيج الماء ومسحوق الشاي برفق لحين الحصول على قوام منتظم، بأداة خاصة بالخفق مصنوعة من الخيزران تدعى «تشاسِن». يجب أن لا تُترك أي كتل في السائل، ويجب أن لايوجد أي بقايا من الشاي المطحون على جوانب الوعاء.
بما ان المتشة يمكن أن تكون مُرَّة المذاق، فتقليدياً تُقدم مع قطعة صغيرة من حلوى «واغاشي» (تُعد لتؤكل قبل شرب الشاي) لكن من دون إضافة السكر أو الحليب.
 عادةً ما يُعتبر أن 40 غراماً من المتشة تُقدَّم لعشرين وعاء أوسوتشا أو عشر أوعية كويتشا.

أوسوتشا، أو الشاي الرقيق، يُحضر بنحو 1,75 غرام (أي ما يعادل 1,5 مغرفة تشاشاكو مكدسة، أو نحو نصف ملعقة شاي صغيرة) من المتشة ونحو 75 مليلتر (2,5 اونصة) من الماء الساخن لكل حصة، والتي يمكن خفقها للحصول على الرغوة حسب رغبة الشارب أو حسب تقاليد مدرسة الشاي. أوسوتشا تقدم شاياً أخف وزناً وأكثر مرارة بقليل.
كويتشا، أو الشاي الكثيف، يتطلب المزيد من المتشة (عادةً مضاعفة المسحوق وتقليل كمية الماء إلى النصف): نحو 3,75 غرام (تُقدَّر بثلاث مغارف تشاشاكو مكدسة، أو نحو ملعقة شاي صغيرة) من المتشة و 40 مليلتر (1,3 أونصة سائلة) من الماء الساخن لكل حصة. أو مايصل إلى 6 ملاعق صغيرة إلى 3/4 كوب ماء). نظراً إلى أن الخليط الناتج يكون أكثر كثافة (بكثافة مماثلة للعسل السائل) فإن مزجه يحتاج إلى حركة ثابتة وبطيئة لا ينتج عنها أي رغوة.
تُحضّر كويتشا في العادة من المتشة الأغلى ثمناً من اشجار الشاي القديمة (أكثر من 30 عاماً) وبالتالي ينتج شاياً أحلى وأكثر اعتدالاً من أوسوتشا، ويُقدم حصريًا في حفلات الشاي الياباني التقليدية.

## الاستخدامات الأخرى
تُستخدم المتشة في حلويات كاستيلا، مانجو، موناكا اليابانية لتغطية الثلج المبروش (كاكيجوري)، حيث يخلط مع الحليب والسكر كشراب، كما يخلط مع الملح لتتبيل طبق تيمبورا في خليط يعرف بـ (متشة-جيو).
 وتستخدم أيضاً كنكهة في العديد من أنواع الحلوى والشوكولاتة على النمط الغربي، مثل الكعك والمعجنات، بضمنها سويسرول، تشيز كيك، البسكويت، البودنغ، موس (حلوى)، وآيس كريم الشاي الأخضر.
يباع زبادي متشة المجمد في المتاجر ويمكن صنعه في المنزل باستخدام الزبادي اليوناني.
 الوجبات الخفيفة اليابانية Pocky و Kit Kats لها منتجات بنكهة المتشة.
 يمكن مزج المتشة إلى أشكال أخرى من الشاي، على سبيل المثال تُضاف إلى جينمَيتشا لتكوين متشة-إيري- جينمَيتشا (حرفياً الرز البني المحمّر والشاي الأخضر مع المتشة المضافة).
انتشر استخدام المتشة في المشروبات الحديثة في مقاهي أمريكا الشمالية، مثل ستاربكس، التي قدمت لاتيه الشاي الأخضر، وغيرها من نكهات الشاي الأخضر بعد ان لاقت النجاح في متاجرها باليابان، وكما في اليابان فقد مُزجت مع اللاتيه، والمشروبات المثلجة، والحليب المخفوق، والعصائر.

## الآثار الصحية

### فوائدها
نظراً لأن المتشة شكلٌ مُرَكَّز من الشاي الأخضر. فقد اشتهر على مدى قرون طويلة بين المتحمسين على أنها مليئة بالفوائد الصحية الأقوى والمرتبطة بالشاي الأخضر. حيث يتركز الكافيين في المتشة تركيزًا أكبرَ، لذا استخدمه رهبان الزن اليابانيون لتحفيز اليقظة، لكن المكون الرئيس في المتشة الذي يساعد على تقليل التوتر هو الثيانين. فالثيانين هو أكثر الأحماض الأمينية وفرة في الشاي الأخضر، ويشترك حمض السكسينيك وحمض الغاليك والثيوجالين في اعطاء المتشة نكهة أومامي.

مقارنةً بالشاي الأخضر التقليدي، يتطلب إنتاج شاي المتشة حماية أوراق الشاي من أشعة الشمس. ويؤدي التظليل إلى زيادة الكافيين، وإجمالي الأحماض الأمينية الحرة، بما في ذلك الثيانين، ولكنه يقلل أيضًا من تراكم مركبات الفلافونويد (الكاتيشين) في الأوراق.

تُختبر تأثيرات الثيانين للحد من الإجهاد في جامعة شيزوكا اليابانية، كلية العلوم الصيدلانية، حيث أظهرت الدراسات أن فئران المختبر التي استهلكت أكثر من 33 ملغرام / كغم من المتشة قد حدَّت تحديدًا كبير من تضخم الغدة الكظرية، وهو عرض يظهر الحساسية تجاه الإجهاد.

كما اختبرت الكلية أيضًا تأثيرات الحد من التوتر على طلاب الجامعات وأكدت أن الطلاب الذين تناولوا 3 غرامات من المتشة في 500 مليلتر من الماء بدرجة حرارة الغرفة قد قللوا من القلق أكثر من الطلاب الذين تناولوا علاجاً بديلاً. Green tea leaves also contain the كاتيشين، epigallocatechin gallate, an antioxidant found to be able to mildly prevent cancer, diseases, and aid in weight loss.
 وتحتوي أوراق الشاي الأخضر أيضًا على مادة الكاتيشين، ومركّب (EGCG)، وهو أحد مضادات الأكسدة التي وجد أنها قادرة على منع السرطان والأمراض بشكل معتدل والمساعدة في إنقاص الوزن.

### أضرارها
يقول بعض العلماء إن تناول كميات كبيرة من الكاتيشين (catechins) يمكن أن يسبب مشكلات في الكبد، على الرغم من أنهم لاحظوا أن هذا غير مرجح عندما يستهلك الناس الشاي الأخضر كطعام أو شراب، وقد يؤدي تناول الماتشا أيضاً إلى زيادة تعرضك للملوثات مثل المبيدات الحشرية والمواد الكيميائية، وحتى الزرنيخ الموجود في التربة التي تزرع فيها نباتات الشاي.
وتشير الأبحاث إلى أن تناول 338 ملغ من الكاتيكين وEGCG يوميًا آمن للبالغين، وهذه هي الكمية الموجودة في حوالي 4 جرامات من الماتشا، أو ملعقتين صغيرتين، ومع ذلك؛ فإن الحد الأقصى المسموح به من مسحوق الماتشا قد يعتمد على الفرد، لذا تأكد من تناول الماتشا باعتدال، وابحث أيضاً عن الأصناف العضوية المعتمدة لتقليل مخاطر الشوائب.
نظراً لارتفاع مستوى الكافيين في شاي الماتشا مقارنة بالشاي الأخضر، فقد ارتبط ارتفاع مستويات الكافيين بانخفاض مستويات هرمون التستوستيرون لدى الرجال، كما أن معظم مستقلبات الكافيين (10 من 14) كانت مرتبطة أيضاً بانخفاض مستويات هرمون التستوستيرون، كما أن الاستهلاك المفرط لشاي الماتشا يمكن أن يؤدي إلى زيادة مستويات الجلوبيولين المرتبط بالهرمونات الجنسية (SHBG)، والذي يمكن أن يقلل من كمية هرمون التستوستيرون الحر في مجرى الدم.

## معرض صور

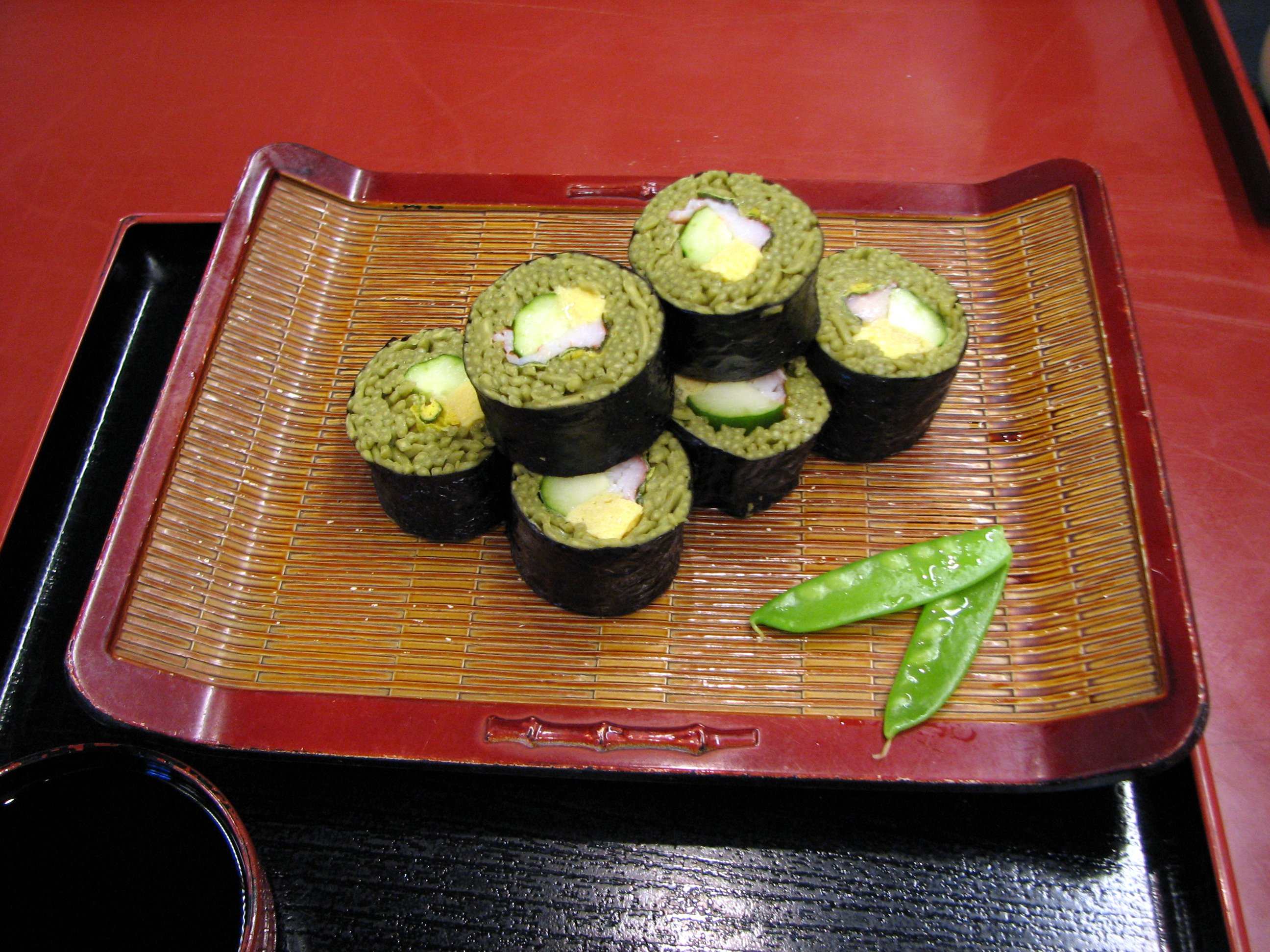
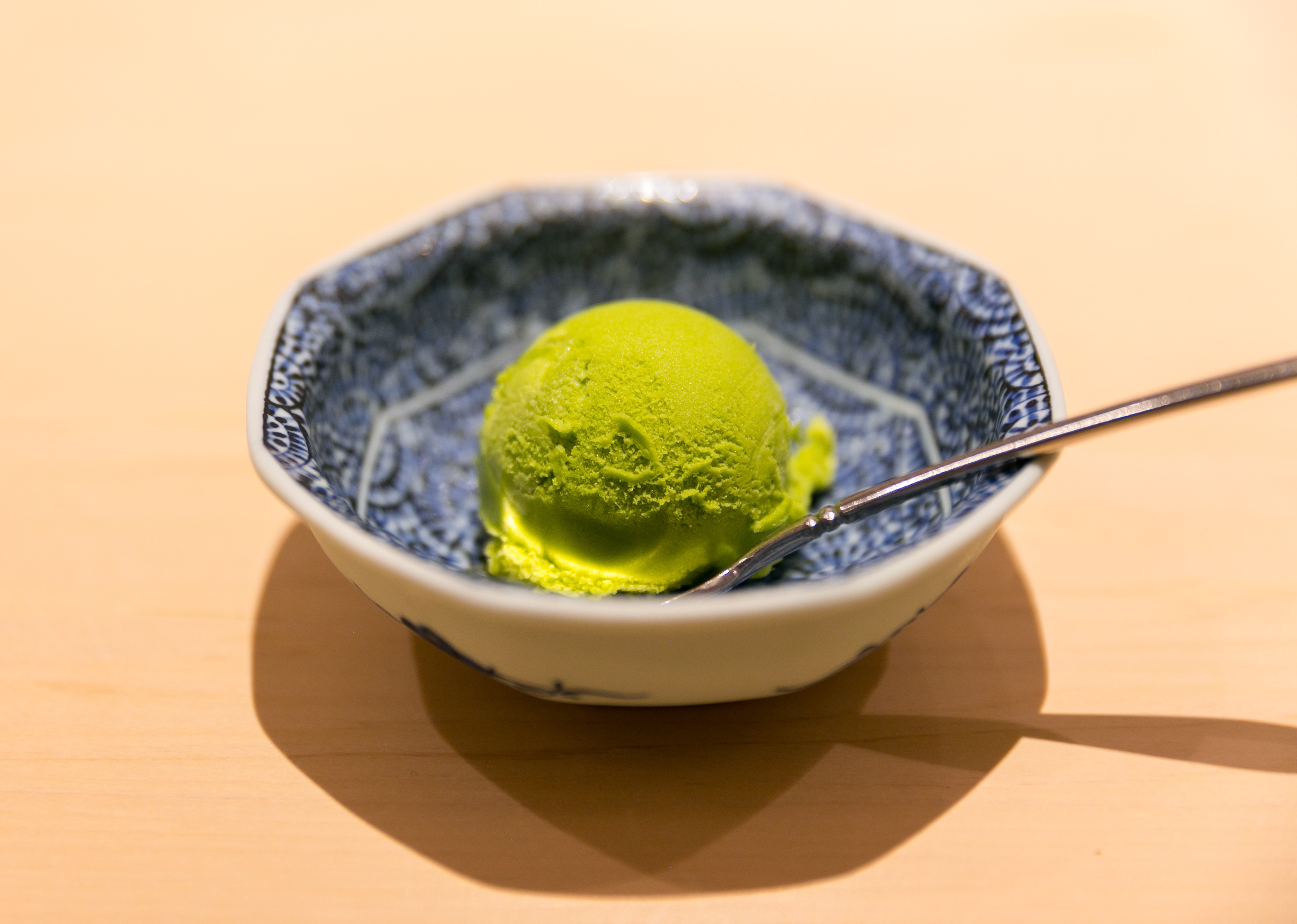
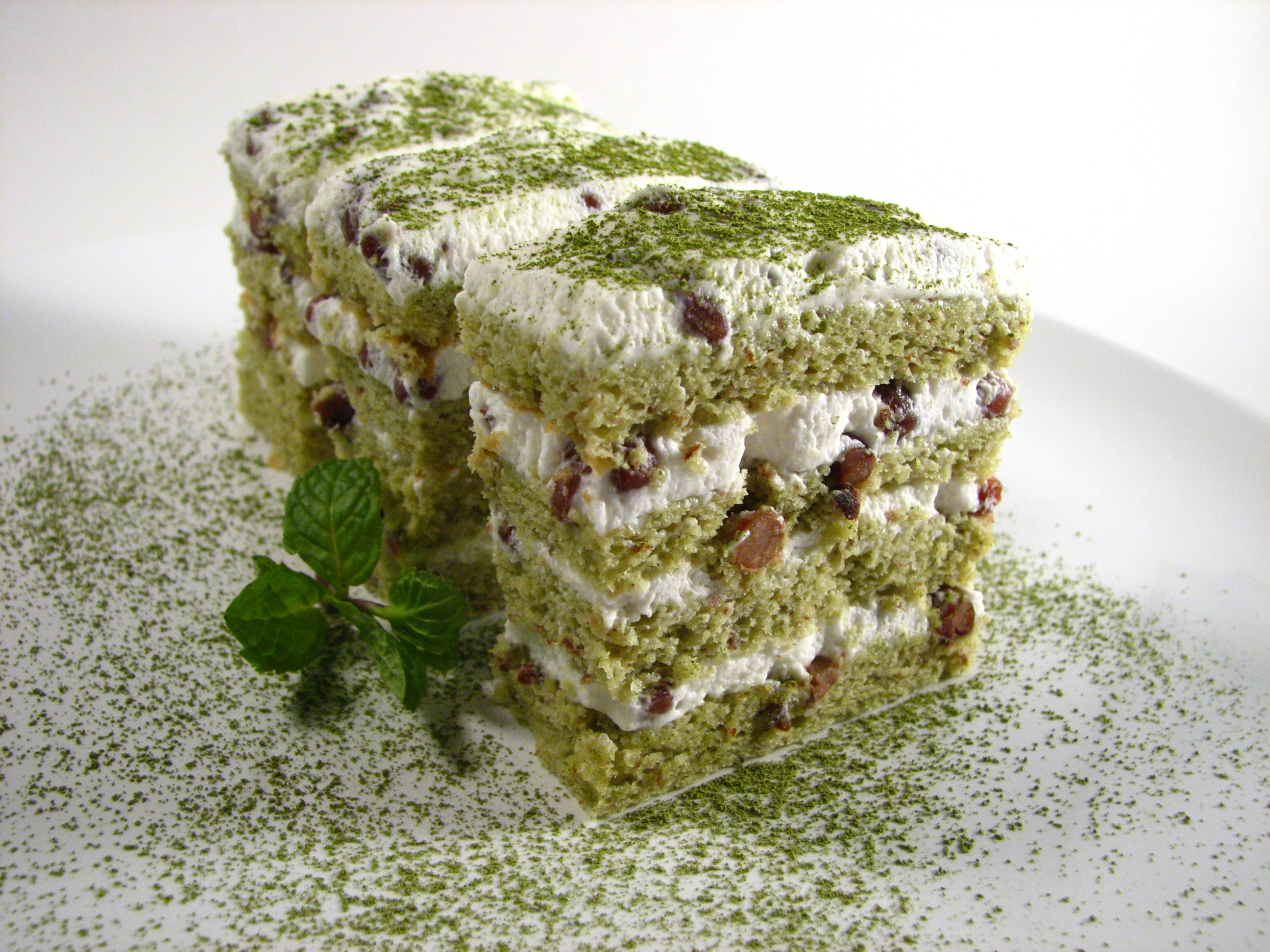
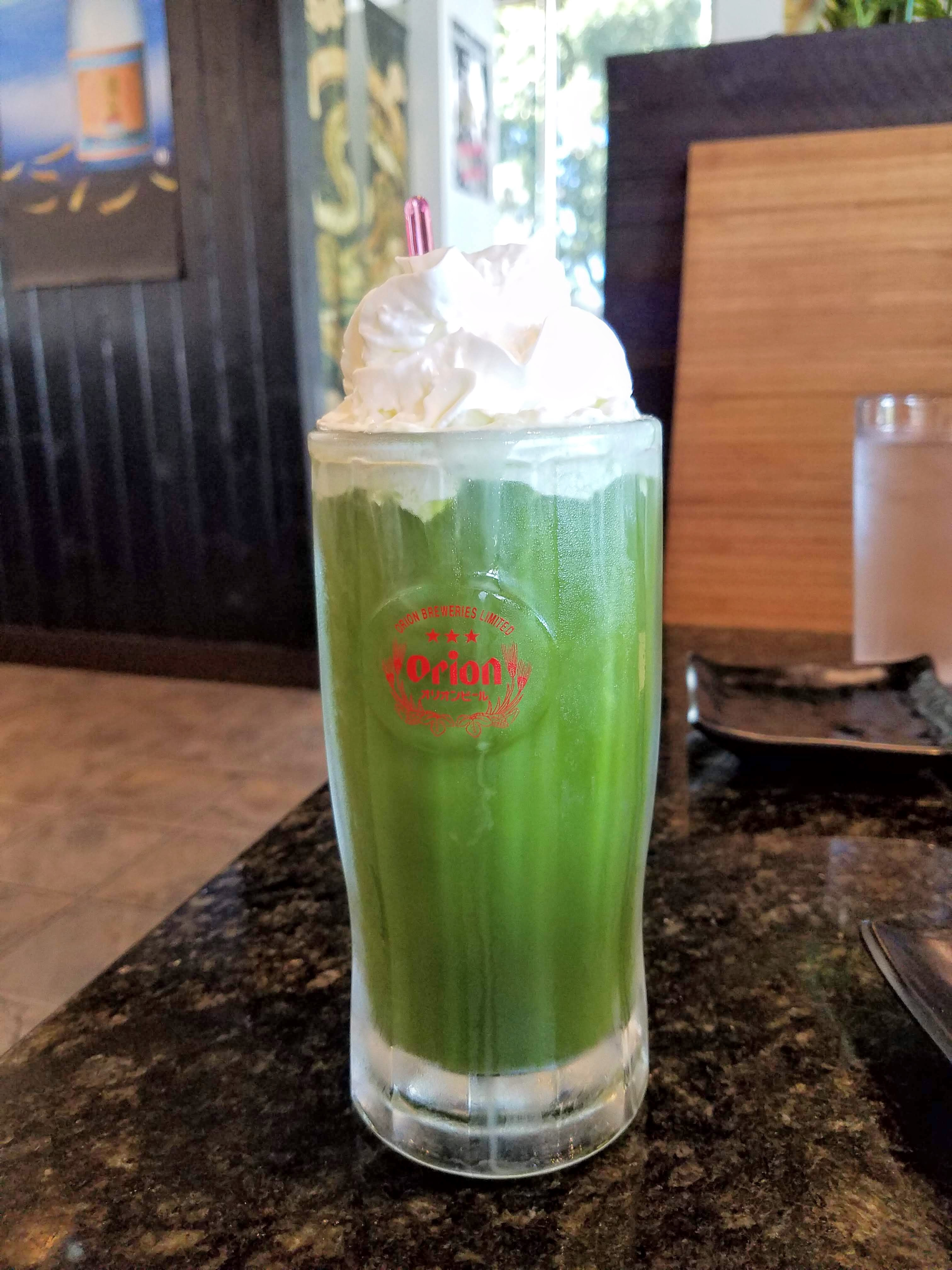